# Szent Mihály és Gábriel arkangyalok fatemplom (Csucsa)
A csucsai ortodox fatemplom műemlékké nyilvánított épület Romániában, Kolozs megyében. A romániai műemlékek jegyzékében a  CJ-II-m-A-07568.02 sorszámon szerepel.

## Története
A 18. századi épület eredetileg a Szilágy megyei Galponyán állt, és 1939-ben Veturia Goga, Octavian Goga özvegye hozatta át a csucsai birtokra. Utóbb a templom körül apácakolostort létesített, amelyet a kommunista korszakban megszüntettek, és 1994-től működik újra.